# Guangzhou Peugeot Automobile Company

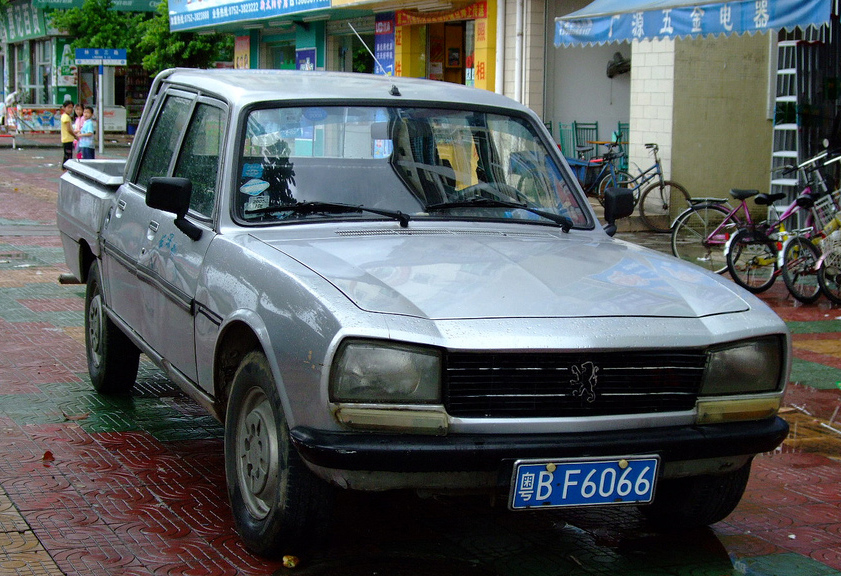
Guangzhou-Peugeot 504 Pick-up

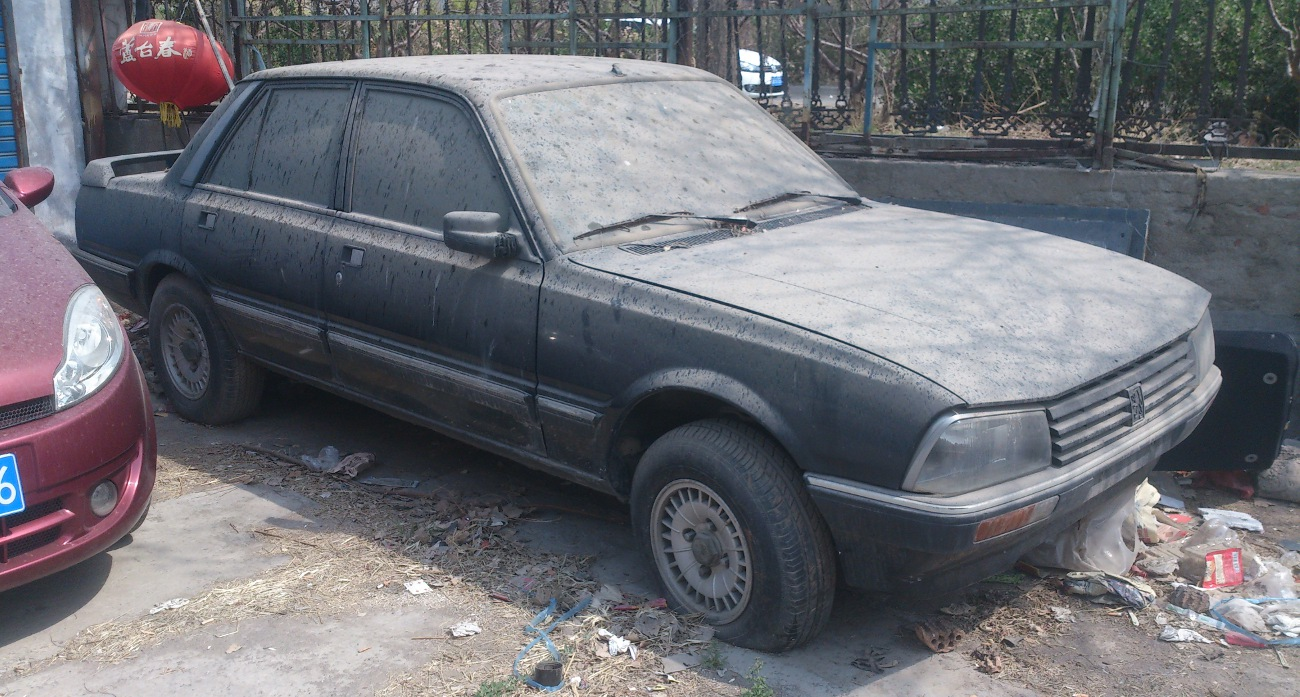
Guangzhou-Peugeot 505

Die Guangzhou Peugeot Automobile Company Ltd. war ein Automobilhersteller mit Sitz in Guangzhou (Volksrepublik China).
Es handelte sich um ein Joint Venture, an dem die Guangzhou Auto Corporation (46 %), der französische Automobilhersteller Peugeot (22 %) und weitere Investoren beteiligt waren.

## Geschichte
Nachdem 1985 die Vereinbarung geschlossen worden war, begann 1987 die Produktion.
Das Unternehmen bestand bis 1997. Es werden verschiedene Gründe für das Scheitern angeführt: das fehlende Verständnis des chinesischen Marktes auf Seiten von Peugeot, das Nichterreichen der staatlichen Produktionsvorgaben sowie die schweren Verluste des Joint Ventures.
Guangzhou Auto Corporation setzte die Produktion nach dem Rückzug von Peugeot unter dem Markennamen Tianyang fort.
Das Werk wurde später von Guangqi Honda Automobile übernommen.

## Modelle
Der Markenname lautete Guangzhou-Peugeot.  Produziert wurden der Peugeot 504 (als Pick-up) und der Peugeot 505 als Limousine und Kombi. Insgesamt wurden rund 100.000 Exemplare hergestellt.